# Thaerocythere crenulata
Thaerocythere crenulata är en kräftdjursart som först beskrevs av Georg Ossian Sars 1865.  Thaerocythere crenulata ingår i släktet Thaerocythere och familjen Hemicytheridae. Inga underarter finns listade i Catalogue of Life.